# Communauté de communes Amancey-Loue-Lison
La communauté de communes Amancey-Loue-Lison (auparavant communauté de communes du Canton d'Amancey) est une ancienne communauté de communes française, située dans le département du Doubs et l'arrondissement de Besançon.

## Historique
Création de la communauté le 1er janvier 1994 avec 19 communes.
Afin de faire en sorte que le territoire de la communauté de communes ne comporte pas d'enclave, conformément au SDCI, la commune d'Amathay-Vésigneux est rattachée à la communauté de communes au 1er janvier 2014, quittant alors la communauté de communes du Pays d'Ornans.
Le 1er janvier 2017, la communauté de communes Loue-Lison  est créée par fusion de cette communauté avec celles du Pays d'Ornans,  et du Canton de Quingey.

## Composition
L' ÉPCI regroupait les vingt communes suivantes avant son intégration  :
| Nom                   | Code Insee | Gentilé       | Superficie (km2) | Population (dernière pop. légale) | Densité (hab./km2) |
| --------------------- | ---------- | ------------- | ---------------- | --------------------------------- | ------------------ |
| Amancey (siège)       | 25015      | Amancéens     | 13,78            | 662 (2014)                        | 48                 |
| Amathay-Vésigneux     | 25016      |               | 12,13            | 156 (2014)                        | 13                 |
| Amondans              | 25017      | Amondanais    | 5,68             | 90 (2014)                         | 16                 |
| Bolandoz              | 25070      | Bolandoziens  | 12,21            | 377 (2014)                        | 31                 |
| Cléron                | 25155      | Cléronais     | 14,56            | 324 (2014)                        | 22                 |
| Crouzet-Migette       | 25180      | Niauds        | 5,67             | 123 (2014)                        | 22                 |
| Déservillers          | 25199      | Desevlas      | 13,88            | 344 (2014)                        | 25                 |
| Éternoz               | 25223      |               | 29,26            | 341 (2014)                        | 12                 |
| Fertans               | 25236      | Fertanais     | 8,19             | 261 (2014)                        | 32                 |
| Flagey                | 25241      |               | 7,79             | 149 (2014)                        | 19                 |
| Labergement-du-Navois | 25319      | Loups         | 6,74             | 108 (2014)                        | 16                 |
| Lizine                | 25338      | Lizinois      | 7,33             | 77 (2014)                         | 11                 |
| Longeville            | 25346      | Longevillois  | 9,46             | 167 (2014)                        | 18                 |
| Malans                | 25359      | Malantais     | 10,49            | 172 (2014)                        | 16                 |
| Montmahoux            | 25404      | Rlavoux       | 6,52             | 106 (2014)                        | 16                 |
| Nans-sous-Sainte-Anne | 25420      | Nanais        | 8,86             | 139 (2014)                        | 16                 |
| Reugney               | 25489      | Rudignacusses | 8,19             | 317 (2014)                        | 39                 |
| Sainte-Anne           | 25513      | Saintannois   | 6,64             | 36 (2014)                         | 5,4                |
| Saraz                 | 25533      | Sarrasins     | 6,02             | 11 (2014)                         | 1,8                |
| Silley-Amancey        | 25545      |               | 5,16             | 127 (2014)                        | 25                 |

## Compétences
- Assainissement collectif
- Assainissement non collectif
- Collecte des déchets des ménages et déchets assimilés
- Traitement des déchets des ménages et déchets assimilés
- Autres actions environnementales
- Activités sociales
- Création, aménagement, entretien et gestion de zone d'activités industrielle, commerciale, tertiaire, artisanale ou touristique
- Action de développement économique (Soutien des activités industrielles, commerciales ou de l'emploi, Soutien des activités agricoles et forestières...)
- Activités culturelles ou socioculturelles
- Activités sportives
- Schéma de cohérence territoriale (SCOT)
- Schéma de secteur
- Création et réalisation de zone d'aménagement concertée (ZAC)
- Constitution de réserves foncières
- Organisation des transports non urbains
- Tourisme
- Opération programmée d'amélioration de l'habitat (OPAH)
- Préfiguration et fonctionnement des Pays
- NTIC (Internet, câble...)